# Guijo de Coria
Guijo de Coria es un municipio español de la provincia de Cáceres, Extremadura.

## Localización del pueblo
Guijo de Coria es una población de la provincia de Cáceres, a unos 18 kilómetros de Coria y a unos 30 kilómetros de Plasencia, enclavado en una extensa llanura a 445 metros de altitud al sur de la sierra de Gata y al norte del río Alagón, afluente principal del río Tajo.

## Término municipal

### Límites
- Santibáñez el Alto y Villa del Campo al norte.
- orcillo y Coria al sur.
- Pozuelo de Zarzón y Guijo de Galisteo al este.
- Calzadilla al oeste.

### Relieve
En el término predominan las formas llanas y suaves, excepto en la colina sobre la cual se asienta el pueblo.

### Geología
ninguna

### Vegetación
La vegetación característica es el bosque de encinas y matorral compuesto, entre otras especies, por jara, romero, tomillo, retama y lentisco.

### Clima
Presenta un clima mediterráneo, con una temperatura media anual de 15,6 °C. Las precipitaciones medias anuales alcanzan los 646,7 l./m².

## Hidrografía
Los principales cursos de agua que cruzan el término municipal son los arroyos Patanas, Grande y Regueros.

## Vías de comunicación
| Nombre                        | Lugar de entrada al pueblo | Lugares a los que va                                                                                          |
| ----------------------------- | -------------------------- | --- |
| EX-204 Calle de la Cañada     | Norte de la localidad      | Lleva a Villa del Campo y Pozuelo de Zarzón.                                                                  |
| EX-204 Calle de la Cañada     | Sur de la localidad        | Lleva a Calzadilla y de ahí a la EX-109, desde donde se puede ir a Moraleja o a Coria.                        |
| CC-11.4 Carretera del Guijito | Este de la localidad       | Lleva a Guijo de Galisteo y de ahí a la EX-370, desde donde se puede ir a Pozuelo de Zarzón o a Montehermoso. |

## Educación
El colegio público de Guijo de Coria forma parte del CRA El Jaral, junto con Guijo de Galisteo, Pozuelo de Zarzón y Villa del Campo.

## Economía
Es un pueblo eminentemente agrícola y ganadero. Su incierto futuro pasaba por darse a conocer turísticamente como pueblo típicamente rural de la Alta Extremadura hasta que la suerte determinó que su término municipal fuese elegido para instalar en él importantes plantas de energía solar; los ingresos que le reportarán estas plantas proporcionarán un bienestar no pensado a sus habitantes.

## Historia
A la caída del Antiguo Régimen la localidad se constituye en municipio constitucional en la región de Extremadura, Partido Judicial de Coria  que en el censo de 1842 contaba con 150 hogares y 822 vecinos.
En 1975, Guijo de Coria fue uno de los cuatro municipios fundadores de la Mancomunidad de San Marcos, que en 2006 se unió a la Mancomunidad Valle del Alagón para formar la Mancomunidad Integral Valle del Alagón, de la cual el pueblo forma parte en la actualidad.

## Cultura

### Gastronomía
La gastronomía del pueblo está basada en los productos que da la tierra y el tiempo. En tiempo de matanzas se elaboran las morcillas de kiko, calabacera y las patateras. También es muy típico en verano el gazpacho, la ensalada y el zorongollo. En las bodas y celebraciones se suelen ofrecer buñuelos de miel y de azúcar, roscas fritas, retorcidos, flores con miel y los bollos. Otros platos típicos son la caldereta de cordero, las migas y la chanfaina.

### Fiestas locales
En Guijo de Coria se celebran las siguientes festividades:
- San Blas, el 3 de febrero.
- Romería, el último sábado de abril o el primero de mayo.
- San Juan, el 24 de junio.
- La Virgen de la Asunción, el día 15 de agosto.
- Fiesta patronal de San Esteban, el día 26 de diciembre.

## Patrimonio
En Guijo de Coria se encuentran los siguientes monumentos:
- Iglesia Parroquial católica de San Esteban, de los siglos XVI y XVII.
- Ermita del Cristo
- Ermita de Ntra. Sra. de la Consolación, reformada.
- Casa-Convento de Beata María de Jesús, la Sabia de Coria.
- Monumento a la Beata de María de Jesús
- Lago

## Personas destacadas
- María Ruano Gutiérrez (Beata María de Jesús), terciaria franciscana, natural de Guijo de Coria, conocida como La Sabia de Coria por ser originaria de la comarca y diócesis de Coria (Cáceres, España). Sus textos místicos del siglo XVII español, son para muchos autores, homologables a los de Santa Teresa de Jesús.[5]

## Demografía
Guijo de Coria cuenta con una población de 189 habitantes (INE 2024).
| Gráfica de evolución demográfica de Guijo de Coria entre 1842 y 2021                                                |
| |
| Población de derecho según los censos de población del INE Población de hecho según los censos de población del INE |

| 966                        | 912 | 732 | 356 | 291 | 280 | 231 | 263 |
| (Fuente: [cita requerida]) |     |     |     |     |     |     |     |